# Eurhabdus jamaicensis
Eurhabdus jamaicensis là một loài ruồi trong họ Asilidae. Eurhabdus jamaicensis được Farr miêu tả năm 1973. Loài này phân bố ở vùng Tân nhiệt đới.